# Sand Point, Alaska
Sand Point, även känd som Qagun Tayagungin, är huvudort i Aleutians East Borough, Alaska, USA. Enligt 2000 års folkräkning hade den 952 invånare, på en yta om 75 km². Den ligger på ön Popof Island i Aleuterna.
Sand Point grundades av ett fiskeföretag baserat i San Francisco år 1898, som torskfiskestation och handelsplats. Aleuter och skandinaver tillhörde de tidiga bosättarna. Under det tidiga 1900-talet förekom viss guldutvinning, men fiske är stadens viktigaste industri, och Sand Point är hemstad till de största fiskeflottorna i Aleuterna.
Nästa hälften av invånarna är av aleutiskt ursprung, och överlever tack vare fiske. I staden finns ett fryshus och en fiskförädlingsanläggning. Där finns även en flygplats med dagliga avgångar, då vädret tillåter, till Anchorage. Utanför staden finns en liten hjord bison som introducerades på 1930-talet, och utgör stadens utbud av kött.
1933 byggdes ett rysk-ortodoxt kapell i staden.